# Teen Titans Go! To the Movies
Teen Titans Go! To the Movies is een Amerikaanse animatiefilm over superhelden uit 2018, gebaseerd op de televisieserie Teen Titans Go!, een bewerking van het gelijknamige superheldenteam van DC Comics. Deze film is geschreven en geproduceerd door serieontwikkelaars Michael Jelenic en Aaron Horvath, en geregisseerd door serieproducent Peter Rida Michail en Horvath. De gebeurtenissen van de film vinden plaats tijdens het vijfde seizoen van de serie. Het is de meest recente speelfilm tot nu toe van Warner Bros Animation die in de bioscoop wordt uitgebracht buiten de Warner Animation Group, en het was de tweede keer dat Warner Bros Animation een bioscoopfilm uitbracht op basis van een populaire televisieserie, na Batman: Mask uit 1993. of the Phantasm, behalve dat het een van de zeer zeldzame keren was dat een in de bioscoop uitgebrachte animatiefilm volledig met Flash-animatie werd gemaakt.
De film bevat de stemmen van Greg Cipes, Scott Menville, Khary Payton, Tara Strong en Hynden Walch die hun respectievelijke rollen uit de serie herhalen, terwijl Will Arnett (die ook de film produceerde) en Kristen Bell zich bij de cast voegen. Het werd in de bioscoop uitgebracht in de Verenigde Staten en Canada op 27 juli 2018 en werd algemeen beschikbaar op 23 november 2018 door Warner Bros. Pictures. De film was een kassucces, met een brutowinst van meer dan $ 52,1 miljoen wereldwijd tegen een budget van $ 10 miljoen, en kreeg lovende kritieken voor zijn gestileerde animatiekwaliteit, cast, score, humor en verhaallijn.

## Plot
In Jump City arriveren de Teen Titans om Balloon Man te stoppen. Als hij ze niet herkent, springen de Teen Titans in een rapnummer om zichzelf voor te stellen ("GO!") en worden afgeleid, waardoor de Justice League - Superman, Green Lantern en Wonder Woman - moet ingrijpen en hem moet verslaan. Ze bekritiseren de Titans vanwege hun kinderachtigheid en onvermogen om hun positie als superheld serieus te nemen, terwijl ze het feit naar voren brengen dat ze geen speelfilm hebben om hun legitimiteit als superhelden te bewijzen.
Tijdens de première van Batman Again wordt Robin (de teamleider van de Titans) uitgelachen door het publiek nadat een misverstand hem doet geloven dat ze een film over hem maken. Op voorstel van de rest van het team besluit Robin dat ze een aartsvijand nodig hebben om een film over hem en de Titans te laten maken. Vlakbij breekt Slade in bij S.T.A.R. Labs om een kristal te stelen. De Titans arriveren en proberen hem te stoppen, maar hij verslaat en beledigt hen snel.
De volgende dag maken Starfire, Cyborg, Raven en Beast Boy een film om Robin op te vrolijken, maar hij zet hem voortijdig uit omdat hij denkt dat ze hem uitlachen. Hij verklaart dat ze naar Hollywood zullen gaan om een film over hen te laten maken ("Upbeat Inspirational Song About Life"). Bij aankomst in de Warner Bros. Studios ontmoeten ze regisseur Jade Wilson, die verantwoordelijk is voor alle superheldenfilms die worden gemaakt. Ze wijst het verzoek van de Titans om in een film te spelen ("My Superhero Movie") af, en legt uit dat de enige manier waarop ze er een over hen zou maken, is als ze de enige superhelden ter wereld waren. De Titans nemen haar woorden letterlijk en gaan terug in de tijd om de oorsprong van de andere superhelden ("Crystals" en "Back in Time") te voorkomen, maar dit verpest het heden alleen maar en dwingt de Titans om weer terug in de tijd te gaan en hun blunder ongedaan maken.
Slade arriveert vervolgens bij Wayne Tech om de kracht van het kristal te laten doordringen en de Titans arriveren om hem te stoppen, deze keer gaan ze echt vechten. Ze beveiligen het kristal, maar Slade ontsnapt en besluit Robin van zijn teamgenoten te scheiden.
De volgende dag nodigt Jade de Titans uit om terug naar Hollywood te komen en kondigt aan dat ze een film over hen zal maken vanwege hun ruzie met Slade. Terwijl Robin een rondleiding krijgt door het pand, gaan Starfire, Raven, Cyborg en Beast Boy eropuit om onheil ("Shenanigans") te veroorzaken. Ze vinden een apparaat met het label "DOOMSDAY" en proberen het te vernietigen, omdat ze denken dat het een gevaarlijk wapen is. Maar Jade arriveert en legt uit dat D.O.O.M.S.D.A.Y. is een acroniem voor een nieuwe streamingdienst voor de nieuwe film die ze aan het maken is. Ze besluit de rest van de Titans uit de film te laten vallen en het alleen over Robin te laten gaan, die na een korte pauze dit accepteert, tot groot ongenoegen van zijn team. Robin vertelt ze helaas dat ze elkaar tegenhouden en vindt dat ze hun eigen weg moeten gaan.
Robin maakt zijn film, maar krijgt al snel spijt van zijn beslissing en mist zijn vrienden. Terwijl hij de laatste scène van zijn film maakt, interacteert hij met een propversie van het Titan Tower-deurpaneel, valt er een licht en wordt hij uitgeschakeld. Hij wordt wakker en beëindigt de scène waarin Jade onthult dat ze nu echt in de toren zijn, en dat ze eigenlijk Slade zelf in vermomming is. Hij steelt het kristal terug en zet Robin in de val, waarbij hij hem vertelt dat het maken van talloze superheldenfilms deel uitmaakte van zijn complot om alle helden bezig te houden terwijl hij hun steden binnenviel om DOOMSDAY te bouwen, een apparaat dat geesten kan beheersen en hem in staat stelt de wereld te veroveren. Hij vernietigt dan de hele Titans Tower, maar Robin weet veilig te ontsnappen uit het exploderende gebouw. In de nasleep van het wrak belt Robin zijn vrienden en verontschuldigt zich bij hen, die graag vrede met hem sluiten.
Bij de première van Robin: The Movie arriveren de Titans en ontmaskeren Slade, maar Slade ontketent de kracht van het kristal om de andere helden te controleren en stuurt ze achter de Titans aan. Robin gaat achter Slade aan terwijl de rest van het team de helden leidt. Slade slaagt er echter in om zijn nieuwe kracht te gebruiken om Robin onder controle te houden en vertelt hem om zijn vrienden aan te vallen. Wanneer hij ze in het nauw heeft gedreven, laten ze hem de rest van de film zien die ze voor hem hebben gemaakt, waaruit blijkt dat ze geloven dat hij een echte held is en hun vriend die hen vanaf het begin verenigde. Dit zorgt ervoor dat Robin tot bezinning komt. Slade probeert ze te bevechten met een gigantische robot, maar het team gebruikt een lied ("GO! (Battle Remix)") om Slade uit te schakelen, hoewel het niet bekend is wat er met hem is gebeurd nadat hij lachte om zijn nederlaag, terwijl hij tegelijkertijd ook vernietigt het kristal, de andere helden uit hun trance halend. Ze feliciteren de Titans allemaal met hun heldhaftige inspanningen, waarbij Robin toegaf dat hij geleerd heeft zichzelf te zijn zonder een film nodig te hebben. hun ouders vragen stellen." Starfire doorbreekt de vierde muur om meteen naar de aftiteling te gaan, maar Robin stopt net voordat de film eindigt en zegt tegen de kinderen dat ze ‘hun ouders moeten vragen waar baby's vandaan komen’.
In een scène tijdens de aftiteling verschijnen de Teen Titans uit de 2003-serie op een vervormd scherm en vertellen het publiek dat ze "een weg terug hebben gevonden". In een scène na de aftiteling zitten de Challengers of the Unknown, die eerder in de film door Raven vastzaten in een portaal bij de première van Batman Again, nog steeds vast, waarbij professor Haley speculeert dat ze de film hebben gemist.

## Stemcast
- Scott Menville als Robin, de leider van de Teen Titans die gymnastiekvaardigheden en verschillende wapens gebruikt om de misdaad te bestrijden.
- Jacob Jeffries als Robins zangstem voor het nummer "My Superhero Movie".
- Hynden Walch als Starfire, een Tamaraanse prinses en een lid van de Teen Titans, die de mogelijkheid heeft om felgroen gekleurde bouten van ultraviolette energie en groene laserstralen uit haar handen en ogen te schieten, en sneller dan het licht kan vliegen, zoals evenals bovenmenselijke kracht.
- Khary Payton als Cyborg, het gerobotiseerde humanoïde lid dat de kracht heeft om wapens van zijn mechanische lichaam te gebruiken en ook in staat is tot superkracht.
- Tara Strong als Raven, een half-mens, half-demonen tovenares die de dochter is van een uiterst krachtige en gevaarlijke demon genaamd Trigon en een mens genaamd Arella.
- Strong biedt ook de vocale effecten van Silkie, Starfires huisdierenrups die vroeger eigendom was van Killer Moth.
- Greg Cipes als Beast Boy, een lid van de Teen Titans die superkracht heeft om van gedaante te veranderen in verschillende dieren.
- Will Arnett als Slade, een superschurk en Robins aartsvijand.
- Kristen Bell als Jade Wilson, een beroemde filmmaker die de Teen Titans proberen te overtuigen om een film over hen te maken.
- Eric Bauza als Aquaman, een lid van de Justice League en de koning van Atlantis. Eric Bauza vertolkt ook de assistent van Stan.
- Michael Bolton als Tiger.
- Nicolas Cage als Superman, een lid van de Justice League en overlevende van Krypton.
- Joey Cappabianca als Plastic Man, een lid van de Justice League.
- Greg Davies als Balloon Man, een schurk met een ballonthema.
- John DiMaggio als bewaker, Synth Skate Voice.
- Halsey als Wonder Woman, een lid van de Justice League en prinses van Themyscira.
- David Kaye als de Alfred trailer-omroeper. David Kaye spreekt ook de Inside Premiere-omroeper in.
- Tom Kenny als machinestem.
- Jimmy Kimmel als Bruce Wayne, een lid van de Justice League en Robins vader en mentor.
- Nicolas Cages zoon Kal-El Cage vertolkt een jongere Bruce Wayne.
- Vanessa Marshall als Vault-stem.
- Phil Morris als D.O.O.M.S.D.A.Y., een streaming-apparaat. Phil Morris spreekt ook de Red Carpet Announcer in.
- Patton Oswalt als Atom, een lid van de Justice League.
- Alexander Polinsky als Control Freak, een mediamanipulerende vijand van de Teen Titans.
- Meredith Salenger als Supergirl, de nicht van Superman.
- Dave Stone als Walter "Prof" Haley, leider van de Challengers of the Unknown.
- Fred Tatasciore als Jor-El, de overleden vader van Superman.Fred Tatasciore spreekt ook een bewaker uit.
- James Arnold Taylor als Shia LaBeouf.
- Lil Yachty als John Stewart / Green Lantern, een lid van de Justice League en Green Lantern Corps die een verwijzing naar de Green Lantern-film maakte.
- Wil Wheaton als Barry Allen / Flash, een lid van de Justice League.
- Stan Lee als zichzelf.

## Productie
Op 25 september 2017 kondigde Warner Bros. de film aan en de releasedatum van 27 juli 2018, waarbij de cast van de show hun rollen opnieuw opneemt. Een maand later debuteerden de titel en de teaserposter van de film, en werd aangekondigd dat Will Arnett, die de stem van Batman in The Lego Movie-franchise vertolkt, en Kristen Bell zich bij de cast hadden gevoegd. De film is de eerste keer dat Warner Bros. Animation een bioscoopfilm heeft uitgebracht sinds de oprichting van Warner Animation Group in 2013 en ook de eerste volledig 2D-geanimeerde bioscoopfilm van Warner Bros. Pictures sinds Clifford's Really Big Movie.
Op 12 maart 2018 werd aangekondigd dat muzikanten Lil Yachty en Halsey deel uitmaakten van de cast, respectievelijk als Green Lantern en Wonder Woman, en Nicolas Cage onthulde dezelfde dag als Superman. Cage zelf was oorspronkelijk gepland om Superman te spelen in de geannuleerde Superman-film van Tim Burton, Superman Lives, in de jaren negentig. Jimmy Kimmel werd aangekondigd om Batman in de film in te spreken via een verlengde versie van de trailer.

## Première en ontvangst
De film werd op 27 juli 2018 in de bioscoop in de Verenigde Staten uitgebracht door Warner Bros. Pictures en werd algemeen beschikbaar op 23 november 2018, gevolgd door een Britse buiging een week later. Het werd uitgebracht in Australische theaters op 13 september 2018. Een vroege vertoning werd gehouden op 22 juni op Vidcon 2018, voor zowel badgeleden als youtubers. De film werd ook vertoond op de San Diego Comic-Con International op 20 juli 2018. DC Comics heeft aangekondigd dat Teen Titans Go! To the Movies houdt een kijkevenement op 22 november 2018 en brengt Teen Titans Go! Naar de films voor algemene beschikbaarheid op de volgende dag. Theatrale release van de film werd voorafgegaan door #TheLateBatsby, een korte film gebaseerd op Lauren Fausts aanstaande DC Super Hero Girls tv-serie. Teen Titans gaan! To The Movies was algemeen beschikbaar om te downloaden van MSDN en Technet op 7 november en voor aankoop in de winkel vanaf 23 november 2018. De film zou op 12 september 2020 in première gaan op TBS, maar werd uit het schema verwijderd en vervangen door een uitzending van Sherlock Gnomes om onbekende redenen. De film ging op 25 november 2020 in première op Cartoon Network.
Een aflevering van Teen Titans Go! première ongeveer een maand na de release van de film. De aflevering, getiteld "Tower Renovation", ging over de Titans die probeerden Titans Tower te herbouwen nadat Slade het had vernietigd in de gebeurtenissen van de film.
In oktober 2018 kondigde Warner Bros. aan dat een op zichzelf staand vervolg dient als een cross-over met de Titans van zowel de Teen Titans Go! en de originele versies uit 2003 getiteld Teen Titans Go! vs. Teen Titans zou in première gaan op San Diego Comic-Con 2019. De trailer werd uitgebracht op 26 juni 2019, de film zelf werd digitaal uitgebracht op 24 september 2019 en fysiek uitgebracht op 15 oktober 2019. De film ging in première op Cartoon Network op 17 februari 2020.
Op 21 mei 2021 heeft Warner Bros. Animation aangekondigd dat Teen Titans Go! zou een derde film krijgen met Teen Titans Go! Zie Space Jam, waar ze een cross-over maken met Space Jam als een manier om Space Jam: A New Legacy te promoten.